# Родри ап Идвал
Родри ап Идвал (Родри Лысый или Родри Седой; валл. Rhodri ap Idwal; умер в 754) — король Гвинеда (720—754), сын Идвала ап Кадваладра. Год его воцарения в Гвинеде по-разному обозначается как 712, 720, 722 или 730 год. Наиболее вероятна самая ранняя дата. Он женился на ирландской принцессе Маргарет верх Дюплори.

## Биография
«Гвентианская хроника» сообщает, что «Родри был королём над бриттами» в 720 году и что «великая война возникла между ним и саксами, в ходе которой бритты выиграли две битвы с честью».
Согласно «Хронике принцев», около 721 года Родри разбил армию Мерсии в битве у Гарт-Меалога. В этом же историческом источнике также сообщается, что Родри одержал победу в 721 году в битве при Хейлине в Корнуэлле. В записи о событиях 722 года в «Анналах Камбрии» упоминается о битвах при Хехиле в Корнуэлле и при Гарт-Меалоге, в которых бритты одержали победы. При этом правитель Мерсии Этельбальд здесь назван правителем саксов.
Возможно что это тот самый Родри, который правил Альт Клуитом в 752—754 годах. «Анналы Камбрии» и «Хроника принцев» упоминают его смерть в 754 году, называя его «Правителем бриттов». Однако в «Гвентианской хронике» датой смерти указан 750 год, после 30-летнего правления, и сообщается, что Родри ап Идвал был похоронен в Каэр-Леоне, столице Гвента. Здесь он назван «последним из рода царей острова Британия, которые были похоронены там».